# Eparquía de Maramureș
La eparquía de Maramureș (en latín: Eparchia Maramuresensis y en rumano: Eparhia de Maramureș) es una circunscripción eclesiástica de la Iglesia católica en Rumania. Se trata de una eparquía greco-católica rumana, sufragánea de la archieparquía de Făgăraș y Alba Iulia. Desde el 11 de junio de 2011 su eparca es Vasile Bizău.

## Territorio y organización
La eparquía extiende su jurisdicción sobre los fieles católicos de rito bizantino rumano residentes en parte de los distritos de Maramureș, Satu Mare, Sălaj y Suceava.
La sede de la eparquía se encuentra en la ciudad de Baia Mare, en donde se halla la Catedral de la Asunción de Santa María. Esta iglesia fue transferida en 1948 por el Gobierno comunista a la Iglesia ortodoxa rumana, que la posee desde entonces como una de sus parroquias. El 10 de abril de 2009 se inició una disputa judicial por su posesión que obtuvo fallo el 19 de octubre de 2011 cuando el tribunal ordenó su devolución a la eparquía de Maramureș. Sin embargo, fallos de apelación de 28 de marzo de 2012 y de 16 de mayo de 2013 desestimaron la demanda, por lo que la iglesia continua en posesión ortodoxa, aunque sigue siendo considerada como la catedral de la eparquía de Maramureș. La catedral de hecho de la eparquía es la iglesia de Santa María en Baia Mare (Catedrala Sfânta Maria).
En 2019 en la eparquía existían 165 parroquias agrupadas en 11 decanatos (protopopiate):
Decanatos
- Protopopiat Baia Mare en Baia Mare (Maramureş)
- Protopopiat Chioar en Șomcuta Mare (Maramureş)
- Protopopiat Ciscarpatin de Satu Mare en Porumbeşti (Satu Mare). La parroquia de Cidreag es de lengua húngara.
- Protopopiat Iza-Vişeu en Strâmtura (Maramureş)
- Protopopiat Mănăştur en Copalnic-Mănăștur (Maramureş)
- Protopopiat Satu Mare en Satu Mare (Satu Mare)
- Protopopiat Seini en Seini (Maramureş)
- Protopopiat Sighet en Sighetu Marmaţiei (Maramureş)
- Protopopiat Ţara Oaşului en Negreşti Oaş (Satu Mare)

El vicariato greco-católico ucraniano de Rumania (Vicariatul Greco-Catolic Ucrainean din România o Vicariatul General Special al Rutenilor) para fieles greco-católicos ucranianos y rutenos es parte de la eparquía y tiene un vicario general con sede en Rădăuți con dos decanatos: 
- Protopopiat Bucovinean en Cacica (Suceava)
- Protopopiat Ciscarpatin de Maramureş en Sighetu Marmaţiei (Maramureş)

El primero se halla en la Bucovina rumana y tiene 11 parroquias en: Cacica, Câmpulung Moldovenesc, Clit, Gropeni, Maidan, Moldoviţa, Rădăuţi, Runcu, Sadău, Siret, Vatra Dornei. El segundo se halla en la Rutenia subcarpática rumana y tiene 7 parroquias en: Coştiui, Crăciuneşti, Valea Vişeului, Piatra, Poienile Sub Munte, Sighet, Teceu Mic. El vicariato usa el eslavo eclesiástico en la liturgia.

## Historia
En 1713 los ortodoxos de parte de Transilvania aceptaron la unión con la Iglesia católica. El obispo György Bizánczy estableció en 1720 un vicario greco-católico en Maramureș. La mayor parte de la vicaría de Maramureș se convirtió en 1853 en parte de la diócesis de Gherla. 
Como consecuencia del concordato entre la Santa Sede y el Estado rumano del 10 de mayo de 1927 la jerarquía católica latina y de rito bizantino fue establecida sobre todo el territorio del Reino de Rumania. La eparquía fue erigida el 5 de junio de 1930 mediante la bula Solemni Conventione de papa Pío XI, separando territorio de las eparquías greco-católicas circundantes: 1 parroquia de la archieparquía de Făgăraș y Alba Iulia; 169 parroquias de la eparquía de Cluj-Gherla; 31 parroquias de la eparquía de Oradea; 10 parroquias de la eparquía de Hajdúdorog (en Hungría); 11 parroquias de la eparquía de Mukácheve (hoy en Ucrania) y 17 parroquias de la eparquía de Stanislaviv (hoy en Ucrania). De esta manera la eparquía de Maramureş incluyó 201 parroquias de rumanas y las 38 rutenas que existían en el reino bajo la administración del obispo de Cluj-Gherla.

5) Novam praeterea erigimus dioecesim ritus graeci-rumem, Maramureşensem denominandam, cuius territorium efformabunt paroeciae, quae sequuntur: èx archidioecesi Fogaraşiensi et Albae Juliensis paroecia Boian; e dioecesi Cluj-Gherlensi centum sexaginta novem paroeciae supra enumeratae; e dioecesi Magno-Varadinensi rumenorum triginta et una paroeciae, iam pariter supra indicatae; e dioecesi Hajd.ud.orogh.ensi in Hungaria decem ritus graeci-rutheni paroeciae, idest: Bercu, Cedreag, Careii-Mari, Livada, OradeaMare, Pelesul, Porumbeşti, Satumare, Turulung, Peregul; e dioecesi Munkaciensi ruthenorum in Cecoslovachia hae undecim paroeciae ritus graecirutheni: Bistra, Câmpulung, Coştiui, Crăciuneşti, Lunca, Poienile, Remeţi, Repedea, Roua de sus, Ruscova, Sighet; e dioecesi Stanislaopolitana ruthenorum in Polonia septendecim ritus graeci-rutheni paroeciae, videlicet: Cacica, Câmpulung, Cernăuţi, Coţman, Hliboea, Pohorlăuţi, Putila, Rădăuţi, Raraneea, Sadagura, Sădau, Şiret, Suceava, Storojuneţ, Vascăuti, Vijniţa, Zastavna. Quapropter nova haec dioecesis circumscripta manebit: ad orientem ab archidioecesi Fogaraşiensi et Albae Iuliensi; ad meridiem a dioecesibus Cluj-Gherlensi ac Magno-Varadinensi Rumenorum; ad occidentem a Regni Hungarici et ad septentrionem a Rerumpublicarum Polonae et Cecoslovachae finibus. Novae autem huius dioecesis sedem episcopalem in urbe Baia-Mare constituimus; cathedram vero episcopalem in ecclesia Beatae Mariae Virgini in caelum Assumptae dicata, in eadem urbe sita, erigimus

El 9 de abril de 1934 incorporó 10 parroquias de la eparquía de Hajdúdorog mediante el decreto Apostolica Sedes de la Congregación para las Iglesias Orientales.
El primer obispo de la eparquía, Alexandru Rusu, fue nombrado el 16 de octubre de 1930 y entronizado en la catedral el 2 de febrero de 1931. Fue arrestado en 1948 por los comunistas y murió en prisión en mayo de 1963. Mediante el decreto n.º 358 del 1 de diciembre de 1948 la Iglesia greco-católica rumana fue declarada ilegal en Rumania. El administrador apostólico de la eparquía, Ioan Dragomir, fue consagrado en la clandestinidad como nuevo eparca el 6 de marzo de 1949 en la Nunciatura Apostólica de Bucarest. Fue arrestado en 1951 y amnistiado en 1964, ejerciendo su ministerio en la clandestinidad luego de esa fecha hasta su muerte el 25 de abril de 1985. El 9 de agosto de 1986 el cabildo diocesano eligió como ordinario de la eparquía a Lucian Mureșan, que fue consagrado el 27 de mayo de 1990 en Baia Mare. 
El 2 de junio de 2019 el papa Francisco beatificó a siete obispos mártires greco-católicos torturados bajo el régimen comunista rumano, entre ellos al obispo eparca de Maramureș, Alexandru Rusu.

## Estadísticas
Según el Anuario Pontificio 2020 la eparquía tenía a fines de 2019 un total de 51 129 fieles bautizados.
| Año                                                                             | Población            | Población | Población      | Sacerdotes | Sacerdotes    | Sacerdotes    | Bautizados por sacerdote | Diáconos permanentes | Religiosos | Religiosos | Parroquias |
| Año                                                                             | Bautizados católicos | Total     | % de católicos | Total      | Clero secular | Clero regular | Bautizados por sacerdote | Diáconos permanentes | Varones    | Mujeres    | Parroquias |
| ------------------------------------------------------------------------------- | -------------------- | --------- | -------------- | ---------- | ------------- | ------------- | ------------------------ | -------------------- | ---------- | ---------- | ---------- |
| 1948                                                                            | 397 956              | 559 267   | 71.2           | 266        | 258           | 8             | 1496                     |                      | 23         |            | 255        |
| 1999                                                                            | 132 310              | ?         | ?              | 138        | 132           | 6             | 958                      |                      | 6          |            | 63         |
| 2000                                                                            | 132 100              | ?         | ?              | 138        | 133           | 5             | 957                      |                      | 5          |            | 63         |
| 2001                                                                            | 132 100              | ?         | ?              | 134        | 130           | 4             | 985                      |                      | 4          |            | 184        |
| 2002                                                                            | 132 000              | ?         | ?              | 135        | 131           | 4             | 977                      |                      | 4          |            | 183        |
| 2003                                                                            | 130 500              | ?         | ?              | 136        | 133           | 3             | 959                      |                      | 3          |            | 152        |
| 2004                                                                            | 128 490              | ?         | ?              | 136        | 133           | 3             | 944                      |                      | 3          |            | 154        |
| 2009                                                                            | 151 952              | ?         | ?              | 137        | 134           | 3             | 1109                     |                      | 3          |            | 158        |
| 2013                                                                            | 53 250               | ?         | ?              | 146        | 137           | 9             | 364                      |                      | 12         | 39         | 161        |
| 2016                                                                            | 52 502               | ?         | ?              | 150        | 144           | 6             | 350                      |                      | 8          | 43         | 167        |
| 2019                                                                            | 51 129               |           |                | 152        | 145           | 7             | 336                      |                      | 9          | 39         | 165        |
| Fuente: Catholic-Hierarchy, que a su vez toma los datos del Anuario Pontificio. |                      |           |                |            |               |               |                          |                      |            |            |            |

## Episcopologio
- Beato Alexandru Rusu † (17 de octubre de 1930-9 de mayo de 1963 falleció)
  - Sede vacante (1963-1990)
- Lucian Mureșan (14 de marzo de 1990-4 de julio 1994 nombrado archieparca de Făgăraș y Alba Iulia)
- Ioan Sisestean † (20 de julio de 1994-12 de abril de 2011 falleció)
- Vasile Bizău, desde el 11 de junio de 2011